# 小行星3822
小行星3822（3822 Segovia）是一颗围绕太阳公转的小行星。1988年2月21日，關勉在藝西天文台发现了此天体。
該小行星以西班牙古典吉他家安德烈斯·塞戈維亞命名。
这颗小行星的绝对星等为280.20212等。